# Мозолистое тело
Мозо́листое те́ло (лат. corpus callosum) — сплетение нервных волокон в головном мозге млекопитающих, соединяющее правое и левое полушария. Кроме мозолистого тела, полушария соединяет передняя спайка, задняя спайка и спайка свода (commissura fornicis). Но мозолистое тело, состоящее из 200—250 миллионов нервных волокон, является самой большой структурой, соединяющей полушария. Мозолистое тело имеет форму широкой толстой плоской полосы, простирается спереди назад на 8 см, состоит из аксонов и находится под корой.
Волокна в мозолистом теле проходят главным образом в поперечном направлении, связывая симметричные места противоположных полушарий, но некоторые волокна связывают и несимметричные места противоположных полушарий, например лобные извилины с теменными или затылочными, или разные участки одного полушария (так называемые ассоциативные волокна).
Однопроходные и сумчатые млекопитающие лишены мозолистого тела, хотя у них имеются другие структуры для связи между полушариями мозга.
Задний отдел мозолистого тела называется валик (splenium), передний отдел — колено (genu), поскольку он загибается вперёд и вниз, а затем назад. Между ними находится ствол (truncus). Самая передняя часть переднего отдела называется клюв, или киль (rostrum), и продолжается в терминальную пластинку (lamina terminalis).

## История открытия
Функции мозолистого тела были мало изучены до того как в начале 1960-х годов группой учёных под руководством Р. Сперри, который впоследствии в 1981 году получил Нобелевскую премию, была проведена серия операций по перерезке мозолистого тела (каллозотомия). Учёные искали способ лечения эпилепсии и после удачных экспериментов над животными произвели операцию на человеке. Суть операции состояла в разделении полушарий головного мозга, которые соединены густой нейронной сетью. Эта сеть и есть мозолистое тело. Такие операции позволяли избавиться от эпилептических припадков, но они значительно изменяли способности человека, например, «правши» совершенно не могли писать левой рукой, и рисовать правой. Могли определить правой рукой, что за предмет они ощупывают, и выбрать такой на картинке, но не могли его назвать и др. Интересно, что при рассечении мозолистого тела обнаруживались видимые различия в отношении к чему-то между сознательным и бессознательным у людей, перенёсших операцию: например, один испытуемый утверждал, что обожает свою жену, при этом правая рука жену обнимала, а левая отталкивала. Таким образом, разделение полушарий головного мозга приводило к избавлению от эпилептических припадков, но вносило в жизнь испытуемого новые неожиданные сложности. Восприятие и обработка информации происходили независимо в двух центрах. Для учёных это открыло целый пласт работ по изучению различных функций левого и правого полушарий головного мозга.

## Различия между полами
Проблема полового диморфизма (половых различий) в размерах мозолистого тела у людей и его возможного влияния на различия в способностях и поведении мужчин и женщин активно обсуждается в последние десятилетия. Так, в 1982 году журнал Science опубликовал статью, которая, по утверждению её авторов, впервые надёжно определяла половой диморфизм в строении человеческого мозга. Авторы статьи также утверждали, что половой диморфизм в размере мозолистого тела важен для объяснения различий в интеллектуальных способностях. Статья часто использовалась непрофессионалами для объяснения предполагаемых половых различий в поведении или способностях. Так, например, журнал «Ньюсвик» писал в 1992, что мозолистое тело «часто шире у женщин, чем у мужчин, что может приводить к большему взаимодействию между полушариями — возможно, это причина женской интуиции». Также утверждалось, что способность к выполнению многих задач одновременно у мужчин ниже, поскольку их небольшое мозолистое тело затрудняет взаимодействие между полушариями.
В 1997 Бишоп и Вальстен проанализировали 49 исследований и нашли, что, вопреки утверждению Science, мужчины обладают бо́льшим мозолистым телом, чем женщины — даже по отношению к размеру мозга (который также больше у мужчин). Бишоп и Вальстен писали, что «широко распространённое мнение, будто женщины имеют более широкий валик, чем мужчины, и потому думают иначе, необосновано». Исследование 2003 года подтвердило существенные морфологические различия между мужским и женским мозолистым телом.
В 2013 в Институте психиатрических исследований Нью-Йорка сравнили МРТ мозга у 316 здоровых людей, оказалось, что мозолистое тело у женщин больше.

## Болезни мозолистого тела
- Синдром чужой руки — больному кажется, что одна из его рук обладает собственной волей. Синдром часто возникает после хирургического разделения полушарий[англ.], а также после других операций на головном мозге, инсульта и инфекций головного мозга.
- Агенезия мозолистого тела — врождённое полное или частичное его отсутствие.
- Синдром Айкарди включает в себя агенезию мозолистого тела.[7] Часто сочетается с септо-оптической дисплазией.[8]